# Robin Mouton
Robin Mouton est un joueur français de football américain évoluant au poste de Defensive End aux Cougars de Saint-Ouen-l'Aumône

## Biographie
Robin débute chez les Cougars sur l'équipe B au poste de Defensive Tackle en 2011. Après avoir disputé la finale régionale en 2012, il monte sur le groupe A à partir de la saison 2013. Robin peut à la fois évoluer à l'intérieur et à l'extérieur de la ligne défensive.
Après une belle saison 2014-2015 il est sélectionné en équipe de France pour disputer les mondiaux 2015 aux Etats-Unis. À l'issue de la compétition la France termine à la 4e place et Robin est sélectionné dans l'équipe type du tournoi.

## Palmarès
Champion Régional Ile de France 2012
Champion de France du Casque de Diamant en 2015 